# Мазур Франц Тимофійович
Франц (Андрій) Тимофійович Мазур (1895, село Проскурівського повіту Подільської губернії, тепер Хмельницької області — ?) — український радянський партійний діяч, відповідальний секретар Шепетівського і Бердичівського окружних комітетів КП(б)У, голова Верховного Суду Української СРР. Кандидат у члени ЦК КП(б)У в червні 1930 — травні 1937 р. Член ВУЦВК.

## Біографія
Народився у бідній селянській родині. Після закінчення сільської школи працював за наймом у Варшаві, Любліні, Житомирі та в інших містах.
У 1914—1918 роках служив матросом на російському Чорноморському флоті, учасник Першої світової війни. Після Лютневої революції 1917 року обирався головою революційного комітету корабля, членом Севастопольської ради робітничих і солдатських депутатів.
У 1918—1919 роках — електромонтер Проскурівського депо Подільської залізниці, обирався головою революційного комітету (ревкому) залізниці. Делегат III Всеросійського з'їзду Рад.
Член РКП(б) з 1919 року.
У 1920—1922 роках працював у профспілкових та партійних органах.
У березні 1923 — 1925 року — голова Київського губернського суду. У липні 1925 року був призначений заступником завідувача відділу судоустрою та нагляду Народного комісаріату юстиції Української СРР. У листопаді 1925 року був затверджений членом Верховного Суду УСРР.
У квітні 1926 — серпні 1928 року — голова Верховного Суду Української СРР.
У 1928—1929 роках — голова виконавчого комітету Білоцерківської окружної ради.
У 1929—1930 роках — завідувач Управління професійної освіти Народного комісаріату освіти УСРР.
У 1930 році — відповідальний секретар Шепетівського окружного комітету КП(б)У.
У 1930 році — відповідальний секретар Бердичівського окружного комітету КП(б)У.
Подальша доля невідома.